# Лоусон, Тимоти
Тимоти (Тим) Мэбен Лоусон (англ. Timothy Maben Lawson, 29 ноября 1943, Лондон, Англия, Великобритания) — британский хоккеист (хоккей на траве), центральный и крайний нападающий.

## Биография
Тимоти Лоусон родился 29 ноября 1943 года в Лондоне. Учился на стоматолога.
Играл в хоккей на траве за лондонский «Талс Хилл», школьную сборную Англии, сборную Шотландии (до 23 лет), взрослые сборные Великобритании и Шотландии.
В 1966 году ездил со сборной Великобритании в турне по Австралии, в 1968 году вошёл в состав сборной Великобритании по хоккею на траве на Олимпийских играх в Мехико, занявшей 12-е место. Играл на позиции нападающего, провёл 8 матчей, забил 1 мяч в ворота сборной Аргентины.